# Boøwy
Boøwy (zapis stylizowany: BOØWY  (jap. ボウイ)) – japońska grupa rockowa, działająca w latach 1981–1988. Szacowany nakład ze sprzedaży płyt zespołu wynosi ponad 15 milionów, głównie koncertowych. W 2003 roku japoński dziennik informacyjny HMV sklasyfikował ich na 22. miejscu 100 najwybitniejszych japońskich muzyków.